# Cuanto Le Gusta
Cuanto Le Gusta é uma canção gravada por Carmen Miranda em parceria com as Andrews Sisters, com arranjos de Vic Schoen e sua orquestra, em 29 de novembro de 1947, pela Decca Records. A música também foi apresentada por Carmen Miranda no filme A Date with Judy, de 1948, acompanhada por Xavier Cugat e sua banda.
"Cuanto Le Gusta" foi também o primeiro single de Carmen Miranda a entrar nas paradas da Billboard.

## Charts
| Ano  | Chart                              | Melhor Posição | Ref.  |
| ---- | ---------------------------------- | -------------- | ----- |
| 1948 | The Top 30 Tunes                   | #7             | [ 4 ] |
| 1949 | Billboard Best-Selling Sheet Music | #8             | [ 5 ] |
| 1949 | England's Top Twenty               | #4             | [ 5 ] |
| 1949 | Canada's Top Tunes                 | #15            | [ 5 ] |

## Versões covers
- Bing Crosby & Peggy Lee
- Jack Smith & Clark Sisters
- Xavier Cugat
- Percy Faith
- The Lennon Sisters
- The Pete King Chorale
- The Chipmunks

## Na cultura popular

### Filmes e TV
- O Príncipe Encantado (1948)
- The Ed Sullivan Show (1953)
- The Jimmy Durante Show (1955)
- The Muppet Show (1977)